# Viviana Saccone
Clara Viviana Saccon (Jeppener, Brandsen, provincia de Buenos Aires; 28 de enero de 1968) conocida artísticamente como Viviana Saccone, es una actriz argentina de cine, teatro y televisión. En el mundo de las telenovelas es reconocida por interpretar a villanas.
Su filmografía incluye coproducciones con España y Uruguay. Es ganadora de dos Premios Martín Fierro entregados por la Asociación de Periodistas de la Televisión y la Radiofonía Argentina.

## Familia
Hija de María y Hugo, Viviana es la mayor de cuatro hermanas. Madre de dos hijas, Alegra y Serena, fruto de su relación con el director Federico Palazzo. 

## Biografía
Nació en el pequeño pueblo de Jeppener, partido de Brandsen, provincia de Buenos Aires. Vivió junto a sus padres y hermanas. Realizó sus estudios primarios en su pueblo natal y la educación secundaria en Brandsen.
A los 18 años comienza a viajar a Buenos Aires con el claro propósito de ser actriz. Es así es que en 1988 hace un casting con Jorge Palaz para el programa Clave de sol. De entre cuatro mil aspirantes es seleccionada junto a otros veinte. Durante un año todos los días recorre los casi ochenta kilómetros que separan Jeppener de Buenos Aires para grabar el programa. Posteriormente se radica en la capital.
A partir de su primer trabajo no ha cesado en esta actividad, sumando protagónicos y llegando su labor a traspasar las fronteras.
En 2017 abrió su escuela de Entrenamiento Actoral, donde imparte clases de manera personal. 

## Trayectoria

### Ficciones
| Año       | Título                                  | Papel                                  |
| --------- | --------------------------------------- | -------------------------------------- |
| 1987-1990 | Clave de Sol                            | Verónica                               |
| 1990      | Amigos son los amigos                   | Magalí                                 |
| 1990      | Es tuya Juan                            | Cecilia                                |
| 1991      | Celeste                                 | Rita Ferrero Visconti                  |
| 1992      | De cuerpo y alma                        | Maura Albarran                         |
| 1992-1993 | Princesa                                | Mariana Gastardi                       |
| 1993      | Más allá del horizonte                  | Victoria Olazábal / Camila Olazábal    |
| 1994      | Con alma de tango                       | Mercedes Echagüe                       |
| 1994-1995 | Alta comedia                            | Micaela / Laura                        |
| 1995-1996 | Por siempre mujercitas                  | Paula Morales                          |
| 1997      | Hombre de mar                           | Florencia                              |
| 1999      | Mamitas                                 | Claudia Yanelli                        |
| 2000-2001 | Los buscas de siempre                   | Dra. Laura Tedesco de Cantón Santana   |
| 2002      | Franco Buenaventura, el profe           | Emma González Mercante                 |
| 2002      | Infieles                                | Julia "Ep: El día del casamiento"      |
| 2003      | Femenino masculino                      | Rita                                   |
| 2006-2007 | Montecristo                             | Victoria Sáenz                         |
| 2008      | Todos contra Juan                       | Ella misma                             |
| 2010      | Alguien que me quiera                   | Katia Pérez Alfonso                    |
| 2011      | El puntero                              | Mónica Dorio                           |
| 2011      | Herederos de una venganza               | Victoria Calvo                         |
| 2012      | Lobo                                    | Rebeca Díaz Pujol                      |
| 2012      | El donante                              | Malala Ordóñez                         |
| 2014      | Doce casas, Historia de mujeres devotas | Gloria "3° semana: Historia de Teresa" |
| 2015      | El mal menor                            | Alicia "Ep: Viviana y Celina"          |
| 2015      | Milagros en campaña                     | Milagros Vega                          |
| 2015      | Conflictos modernos                     | Ximena Duggan "Ep: Casa de cristal"    |
| 2016      | Los ricos no piden permiso              | Laura Faraón de Villalba               |
| 2016      | Si solo si                              | Miranda                                |
| 2017      | Vida de película                        | Sofía                                  |
| 2017-2018 | Golpe al corazón                        | María Catalina López                   |
| 2020      | Separadas                               | Renata Soria                           |
| 2022      | Los protectores                         | Luli Romano                            |
| 2024      | Buenos chicos                           | Fiscal Quiroga                         |
| 2024      | Privier                                 | Mamá de Privier                        |

### Programas
| Año  | Programa               | Rol          | Notas          |
| ---- | ---------------------- | ------------ | -------------- |
| 2021 | Showmatch: La Academia | Participante | 16.ª eliminada |
| 2022 | Toda La Vida           | Conductora   |                |
| 2023 | Pasaplatos Famosos     | Participante | Finalista      |

### Teatro
| Año       | Obra                            | Coestrellas                                                                                        |
| --------- | ------------------------------- | -------------------------------------------------------------------------------------------------- |
| 1990      | ¿Y mis pantalones dónde están?  | Raúl Taibo                                                                                         |
| 1999      | Un tranvía llamado deseo        | Dora Baret                                                                                         |
| 1999      | La valija del rompecabezas      | Juan Carlos Puppo, Joaquín Furriel, Diego Olivera, Nora Prince, Mario Pasik                        |
| 1999      | Nosotras que nos queremos tanto | Claribel Medina, Rita Terranova y Ana María Cores                                                  |
| 2004      | Reflejos en el agua             | Graciela Pal y Claudio Garófalo                                                                    |
| 2006      | La discreta enamorada           | Juan Gil Navarro, Claudia Lapacó, Oski Guzmán y Eleonora Wexler                                    |
| 2008      | En la cama                      | Gerardo Romano, Mónica Ayos y Walter Quiroz                                                        |
| 2008      | Algo en común                   | Silvina Bosco, Juan Gil Navarro, Ivan Vitale, Romina Yan                                           |
| 2008      | La esposa constante             | Georgina Barbarossa, Gabriel Corrado, Julieta Díaz, Juan Palomino, Paula Pourtalé, Florencia Raggi |
| 2009      | Algo en común                   | Fabián Vena, Graciela Stefan, Romina Yan y Ricky Aielo                                             |
| 2012      | La cabra                        | |
| 2013      | Mujeres ricas                   | Fabián Mazzei                                                                                      |
| 2014      | Testosterona                    | Osmar Núñez                                                                                        |
| 2016      | Tres                            | Patricia Etchegoyen, Silvina Bosco y Santiago Caamaño                                              |
| 2017      | Esperando la carroza            | Ingrid Pelicori, Malena Solda, Gonzalo Urtizberea y Marcelo Mazzarello                             |
| 2018      | El Test                         | Jorge Suárez, Carlos Belloso y María Zubiri                                                        |
| 2018-2019 | Brujas                          | Andrea Bonelli, Inés Estévez, María Socas y Romina Ricci                                           |
| 2020      | Por el nombre del padre         | Pepe Cibrián Campoy                                                                                |
| 2021      | Divino divorcio                 | Rodolfo Ranni                                                                                      |
| 2023      | La divina familia               | Fabian Vena, Enrique Liporace, Hector Calori, Pablo Sorense y Kitty Locane                         |
| 2024-2025 | Un viaje en el tiempo           | Pedro Alfonso, Paula Chaves, Pachu Peña, Sebastián Almada y Noelia Marzol                          |

| Año  | Obra             |
| ---- | ---------------- |
| 2008 | Raíces de sangre |

### Cine
| Año  | Título                                   | Papel                         | Notas           |
| ---- | ---------------------------------------- | ----------------------------- | --------------- |
| 1999 | Quijano, los días de la lluvia           |                               | Film inconcluso |
| 2001 | No dejaré que no me quieras              | María                         |                 |
| 2006 | Ciudad en celo                           | Esther                        |                 |
| 2008 | Paisito                                  | Ana                           |                 |
| 2008 | El cine de Maite                         | Maite                         |                 |
| 2010 | Una mujer sucede                         | Laura / Sofía / Rosita        |                 |
| 2012 | Tres historias cuatro                    | Susana                        | Cortometraje    |
| 2014 | Necrofobia                               | Soledad Roca                  |                 |
| 2015 | Expediente santiso                       | Madre de Laura                |                 |
| 2016 | El muerto cuenta su historia             | Ana                           |                 |
| 2022 | Granizo                                  | Jimena                        |                 |
| 2023 | Lagrimas de fuego                        | Jazmin                        |                 |
| 2024 | ¿Por qué habrás sido mi alma?            | Dra. Graciela Morterete       |                 |
| 2024 | Y... así fueron las cosas                | Marcela Harnestion            |                 |
| 2024 | Multiplicada por álgebra                 | Andrea Arrellano              |                 |
| 2025 | Serás la tormenta del Trópico            | Delicia Garibaldi             |                 |
| 2025 | Todas fueron mis sombras                 | Rebecca Marnuotto             |                 |
| 2026 | Bethania, ojos de ceniza                 | Mariana Von Plarter           |                 |
| 2026 | Hechos inconclusos de un último amanecer | Dra. Clara Arizmendi Tarmeich |                 |

## Premios y nominaciones
| Año  | Premio                 | Categoría                              | Programa          | Resultado |
| ---- | ---------------------- | -------------------------------------- | ----------------- | --------- |
| 1993 | Premio Martín Fierro   | Actriz de reparto                      | Princesa          | Ganadora  |
| 2006 | Premio Martín Fierro   | Actriz Protagonista de Novela          | Montecristo       | Ganadora  |
| 2023 | Premio Estrella De Mar | Actriz De comedia                      | La Divina Familia | Ganadora  |
| 2023 | Premio Doria           | Actriz de reparto en ficción streaming | Los protectores   | Ganadora  |